# Hålldammen (Ore socken, Dalarna)
Hålldammen är en sjö i Rättviks kommun i Dalarna och ingår i Dalälvens huvudavrinningsområde. Sjön har en area på 0,0588 kvadratkilometer och ligger 278,7 meter över havet.

## Delavrinningsområde
Hålldammen ingår i det delavrinningsområde (676449-146716) som SMHI kallar för Inloppet i Ensen. Medelhöjden är 267 meter över havet och ytan är 23 kvadratkilometer. Räknas de 2 avrinningsområdena uppströms in blir den ackumulerade arean 39,09 kvadratkilometer. Enån som avvattnar avrinningsområdet har biflödesordning 2, vilket innebär att vattnet flödar genom totalt 2 vattendrag innan det når havet efter 308 kilometer. Avrinningsområdet består mestadels av skog (67 procent) och jordbruk (13 procent). Avrinningsområdet har 0,12 kvadratkilometer vattenytor vilket ger det en sjöprocent på 0,5 procent. Bebyggelsen i området täcker en yta av 1,52 kvadratkilometer eller 7 procent av avrinningsområdet.